# Palacete del Morro da Graça

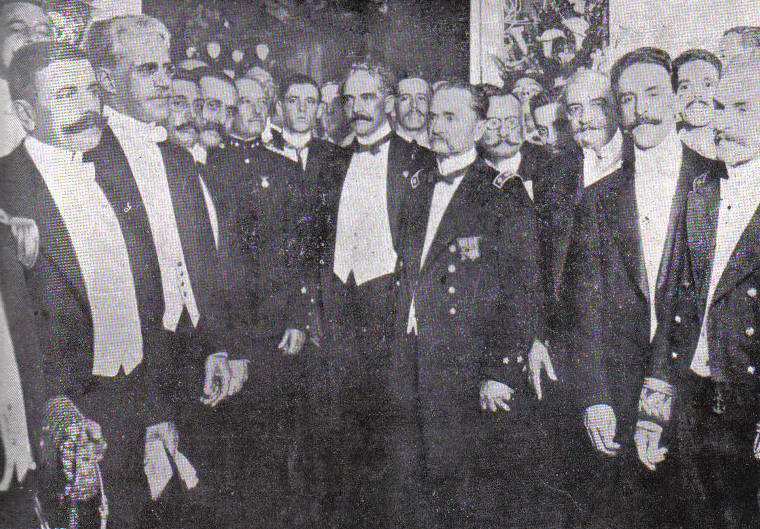
Recepción en Morro da Graça, con la presencia de políticos y oficiales generales. Al centro está el senador Pinheiro Machado

El Palacete del Morro da Graça es una construcción de estilo ecléctico ubicada en el barrio de Laranjeiras, en Río de Janeiro, Brasil. Se levanta en la colina del mismo nombre en la manzana limitada por las rúas Pinheiro Machado, Laranjeiras, Soares Cabral y Moura Brasil, con acceso por la rúa Pinheiro Machado.

## Historia
Fue reconstruido a finales del siglo XIX sobre los cimientos de una antigua residencia que existía en ese sitio que pertenecía a la familia Rozo. En 1878, fue adquirido por el comerciante Manoel Fernandes da Cunha Graça, quien dio nombre al morro.
En 1897, fue comprado por el senador José Gomes Pinheiro Machado, político que se destacó en la campaña a favor del establecimiento de la República en el Brasil, manteniendo un importante liderazgo en la política nacional hasta su muerte en 1915. En esa residencia vivió con su esposa Benedita Brazilina Pinheiro Machado por lo que la casa recibió también el apodo de "Vila Brazilina".
En ese periodo se convirtió en un centro político importante de la República, a donde concurrían políticos y autoridades del más alto nivel y se tomaban decisiones de importancia para el país.
Después fue utilizado por una empresa de ingeniería y posteriormente sufrió algunos perjuicios cuando funcionó allí un colegio particular, el Colegio Sacre-Coeur de Jesus. La institución educativa estuvo ahí de 1935 hasta 1969.
Para ser la sede del evento Casa Cor del 2008, pasó por una reforma integral y regresó a su uso original, como residencia. El ladrillo hidráulico del hall fue mantenido así como restaurado el color de fachada correspondiente a la época en que vivió ahí Pinheiro Machado (el color fue descubierto durante las obras de reforma).
La construcción esta preservada parcialmente por un decreto de declaración como patrimonio de la alcaldía carioca que alcanza a la fachada y los jardines. 

## Arquitectura
El Palacete del Morro da Graça posee un patio frontal con un muro de contención y contrafuertes de piedra vista, que existe desde las primeras ocupaciones. Durante la ocupación por el Colegio Sacre-Couer de Jesus, se construyó un edificio anexo en 1935 y en su interior se conservan escaleras de granito, muros de piedra y barandillas de hierro fundido.
Tras ser transformado en un condominio privado, compuesto por tres edificios, el palacio fue reconvertido para albergar dieciséis pisos, de entre 60 y 95 metros cuadrados.